# حمد الحمادي
حمد الحمادي (مواليد 12 فبراير 1991، لاعب كرة قدم إماراتي يجيد اللعب في الدفاع.
كانت بداياته مع نادي الظفرة وانتقل إلى نادي الجزيرة عام 2012 و عاد إلى نادي الظفرة عام 2015 و لعب معهم إلى عام 2018 و وقع بعدها مع نادي اتحاد كلباء و انتقل إلى نادي الوصل في عام 2019 و انتقل إلى نادي عجمان في مطلع عام 2021.

## روابط خارجية
- حمد الحمادي على موقع Soccerway.com (الإنجليزية)